# Лисецька селищна рада
Лисецька се́лищна ра́да — адміністративно-територіальна одиниця та орган місцевого самоврядування в Тисменицькому районі Івано-Франківської області. Адміністративний центр — селище міського типу Лисець.

## Загальні відомості
- Територія ради: 5,03 км²
- Населення ради: 2934 особи (станом на 2015 рік)
- Територією ради протікає річка Бистриця Солотвинська

## Історія
село Мочар — 1628 рік, село Лисець- 1652 рік.

## Населені пункти
Селищній раді підпорядковані населені пункти:
- смт Лисець

## Склад ради
Рада складається з 20 депутатів та голови.
- Голова: Лущак Анатолій Романович
- Секретар ради: Матієшин Галина Михайлівна

### Керівний склад попередніх скликань
| Прізвище, ім'я, по батькові   | Основні відомості                                                                                | Дата обрання  | Дата звільнення |
| ----------------------------- | ------------------------------------------------------------------------------------------------ | ------------- | --------------- |
| Білогубка Микола Степанович   | Селищний голова, 1964 року народження, безпартійний                                              | 26.03.2006    | 31.10.2010      |
| Дубницький Віктор Миколайович | Селищний голова, освіта середня, член Народного Руху України, приватний підприємець, керівник    | 31.10.2010    | листопад 2020   |
| Лущак Анатолій Романович      | Голова територіальної громади, майстер спорту СРСР із самбо, кандидат наук, підполковник міліції | листопад 2020 |                 |

Примітка: таблиця складена за даними сайту Верховної Ради України та ЦВК

### Депутати
За результатами місцевих виборів 2010 року депутатами ради стали:

#### За суб'єктами висування
| Суб'єкт висування                     | Кількість обраних депутатів | %  |
| ------------------------------------- | --------------------------- | -- |
| Самовисування                         | 17                          | 85 |
| Політична партія Народний Рух України | 3                           | 15 |

#### За округами
| № округу                              | Прізвище, ім'я, по батькові     | Дата визнання обраним | Освіта  | Партійна приналежність                        | Відомості про обраного депутата                                 |
| ------------------------------------- | ------------------------------- | --------------------- | ------- | --------------------------------------------- | --------------------------------------------------------------- |
| Політична партія Народний Рух України |                                 |                       |         |                                               |                                                                 |
| 1                                     | Іваницький Ігор Борисович       | 04.11.2010            | вища    | член Народного Руху України                   | Лисецька загальноосвітня школа, вчитель                         |
| 9                                     | Федорчак Ігор Томович           | 04.11.2010            | середня | член Народного Руху України                   | тимчасово не працює                                             |
| 11                                    | Піруг Микола Броніславович      | 04.11.2010            | вища    | позапартійний                                 | НДІ промислової безпеки та охорони праці., начальник відділу    |
| Самовисування                         |                                 |                       |         |                                               |                                                                 |
| 2                                     | Карабін Михайло Васильович      | 04.11.2010            | вища    | член Всеукраїнського об'єднання «Батьківщина» | Богородчанська райдержадміністрація, державний реєстратор       |
| 3                                     | Гаєвий Михайло Степанович       | 04.11.2010            | вища    | позапартійний                                 | ВАТ " Прикарпаттяобленерго ‘’ «Лисецький РЕМ», інженер-керівник |
| 4                                     | Вацеба Роман Остапович          | 04.11.2010            | вища    | позапартійний                                 | приватний підприємець, керівник                                 |
| 5                                     | Романів Любов Миколаївна        | 04.11.2010            | вища    | позапартійна                                  | Лисецька селищна рада, землевпорядник                           |
| 6                                     | Шаламай Галина Михайлівна       | 04.11.2010            | середня | позапартійна                                  | Лисецька селищна рада, секретар                                 |
| 7                                     | Дякун Василь Васильович         | 04.11.2010            | середня | позапартійний                                 | приватний підприємець, керівник                                 |
| 8                                     | Волосянко Іван Романович        | 04.11.2010            | середня | позапартійний                                 | тимчасово не працює                                             |
| 10                                    | Луканюк Любов Дмитрівна         | 04.11.2010            | вища    | позапартійна                                  | приватний підприємець, керівник                                 |
| 12                                    | Грос Микола Петрович            | 04.11.2010            | середня | позапартійний                                 | підприємство «Укр -АЗ -Оіл», інженер                            |
| 13                                    | Ромахней Віктор Дмитрович       | 04.11.2010            | середня | позапартійний                                 | ВАТ ‘’ Прикарпаттяобленерго‘’                                   |
| 14                                    | Білоган Ярослава Романівна      | 04.11.2010            | вища    | член Всеукраїнського об'єднання «Батьківщина» | приватний підприємець, керівник                                 |
| 15                                    | Костюк Юрій Михайлович          | 04.11.2010            | середня | позапартійний                                 | приватний підприємець, керівник                                 |
| 16                                    | Дем'яник Галина Василівна       | 04.11.2010            | вища    | позапартійна                                  | Лисецька дитяча бібліотека, завідувачка                         |
| 17                                    | Монастирський Ярослав Дмитрович | 04.11.2010            | вища    | позапартійний                                 | Івано-Франківська ЕГДС, геофізик                                |
| 18                                    | Монастирський Роман Ярославович | 04.11.2010            | вища    | позапартійний                                 | УМВС України, начальник служби пожежної безпеки                 |
| 19                                    | Загурська Марія Федорівна       | 04.11.2010            | вища    | позапартійна                                  | Лисецька селищна рада, бухгалтер                                |
| 20                                    | Тимів Микола Михайлович         | 04.11.2010            | середня | позапартійний                                 | приватний підприємець, керівник                                 |